# Branko Brnović
Branislav Branko Brnović (Titogrado, Yugoslavia —actual Podgorica, Montenegro—; 8 de agosto de 1967) es un exfutbolista y entrenador de fútbol montenegrino. Desde 2011 hasta 2015 dirigió a la Selección de fútbol de Montenegro, en cuyo cuerpo técnico lleva desde el 2007.

## Trayectoria

### Como jugador
Debutó en 1987 en el equipo de su ciudad, el Fudbalski Klub Budućnost Podgorica, en el que se mantuvo hasta el 1991 cuando fue fichado por el Partizán de Belgrado de la entonces capital de Yugoslavia. En dicho equipo disputó en 3 temporadas 88 partidos en los que anotó 11 goles, lo que le valió para ser traspasado en 1994 al R. C. D. Espanyol. 
En el conjunto perico consiguió fama internacional, y fue el club donde más encuentros jugó, llegando a ejercer como capitán y siendo convocado en varias ocasiones con la selección absoluta de su país. Fue en dicho equipo donde anunció su retirada del fútbol profesional tras la temporada 1999/00, si bien luego descolgó las botas para militar en la temporada 2006/07 en el F. K. Kom de su país natal.

### Como entrenador
En marzo de 2007 decide enrolarse como asistente en el cuerpo técnico de la Selección de fútbol de Montenegro. En 2011 sustituye a Zlatko Kranjčar como seleccionador nacional al frente de ese mismo combinado, puesto que desempeña actualmente.
El 17 de diciembre de 2015, se anunció que Brnović dejaría el cargo, al no ser renovado su contrato.
Entre 2018 y 2019 fue técnico del FK Budućnost Podgorica de su ciudad natal.

## Selección nacional
Brnović fue internacional con la selección yugoslava en un total de veintisiete ocasiones en las que anotó goles, desde 1989 año de su primera convocatoria hasta 1998 cuando fue convocado por última vez.

## Vida personal
Tiene un hermano, Dragoljub Brnović, quien también fue futbolista. Jugaron juntos en el Budućnost en la temporada 1987-88.

## Clubes

### Como jugador
| Club                 | País       | Periodo   | PJ (G)   |
| -------------------- | ---------- | --------- | -------- |
| F. K. Budućnost      | Yugoslavia | 1987-1991 | 100 (13) |
| Partizán de Belgrado | Yugoslavia | 1991-1994 | 88 (11)  |
| R. C. D. Espanyol    | España     | 1994-2000 | 146 (3)  |
| F. K. Kom            | Montenegro | 2006-2007 | 15 (2)   |

### Como entrenador
| Club                    | País       | Temporada |
| ----------------------- | ---------- | --------- |
| Selección de Montenegro | Montenegro | 2011-2015 |
| FK Budućnost Podgorica  | Montenegro | 2018-2019 |